# Ресторан «Хавелка»
Ресторан «Хавелка» — ресторан і кафе, розташовані в Кракові, в Старому місті, за адресою Ринек Головний, 34, в Палаці Спішки.
Антоній Хавелка відкрив у 1876 році в Червоному домі за адресою Ринек Головний, 46 у Кракові, колоніальну крамницю «Під пальмою», яку у 1889 році переніс до приміщення палацу «Під Кшиштофори» за адресою Ринек Головний, 35.
Крім колоніальної крамниці, позаду, за крамницею в передпокої, він відкрив «застільну».
У Кракові наприкінці ХІХ століття почали функціонувати «сніданки» та окремі «сніданки» в колоніальних, делікатесних, молочних та м'ясних крамницях. Це були забігайлівки, шинки з убогим обладнанням, найчастіше їли стоячи, з убогим декором, у підсобці, з входом у зал, де можна було швидко поїсти та випити фірмового пива, вина та міцніших спиртних напоїв — типу сучасного «МакДональдзу».
Вони працювали від сніданку до пізнього вечора. Їхнє меню залежало від магазинів, які працювали довкола. Серед іншого подавали: свинячі рульки, підчеревину, раки, делікатеси, молочні продукти та бутерброди.
Заклад Антонія Хавелки славився найкращими сендвічами. У ньому подавали високі, багатошарові бутерброди. Наприклад: на свіжий, змащений маслом рулет поклали шматочок лобстера, додали майонез і додали шматочок сирого огірка або шматочок звареного круто яйця, або бутерброд, покритий овечим сиром з перцем, лососем, ікрою та подавали швейцарський сир та багато інших.
У Кракові це був дуже популярний заклад для сніданків.
До приходу «Хавелкі» завітали професори Ягеллонського університету. Германіст Вільгельм Крейзенах ініціював тут зустрічі суспільно-дискусійного гуртка «Zeitgenossen» («Сучасники»).
Генрик Сенкевич відвідав «Хавелку», коли був у Кракові.
У 1894 році, після смерті Хавелка, компанію успадкував його писар Францішек Махарський.
У 1913 році новий власник переніс магазин делікатесів до Спішського палацу та відкрив ресторан, який знаходиться там і донині під назвою «Hawełka».

## Перший поверх
На першому поверсі є простора кімната, спроєктована Людвіком Войтичкою та Казімєжем Вичинським.

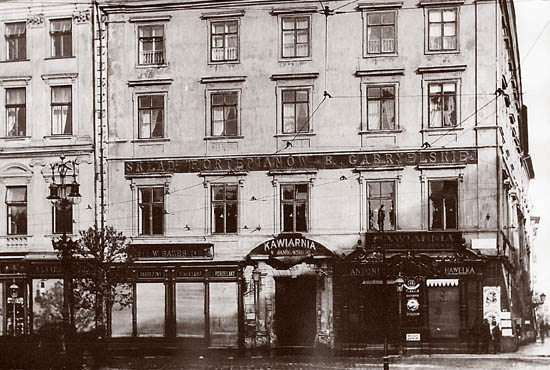
Ресторан до 1913 року
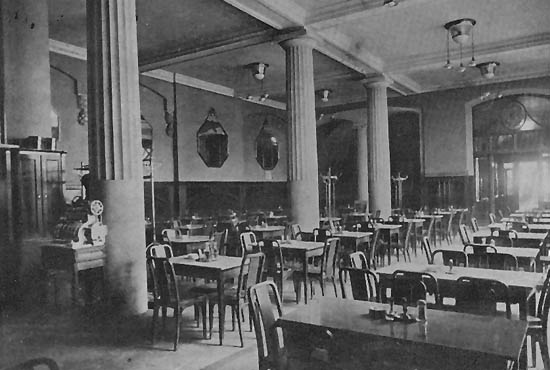
Вигляд залу в міжвоєнні роки.
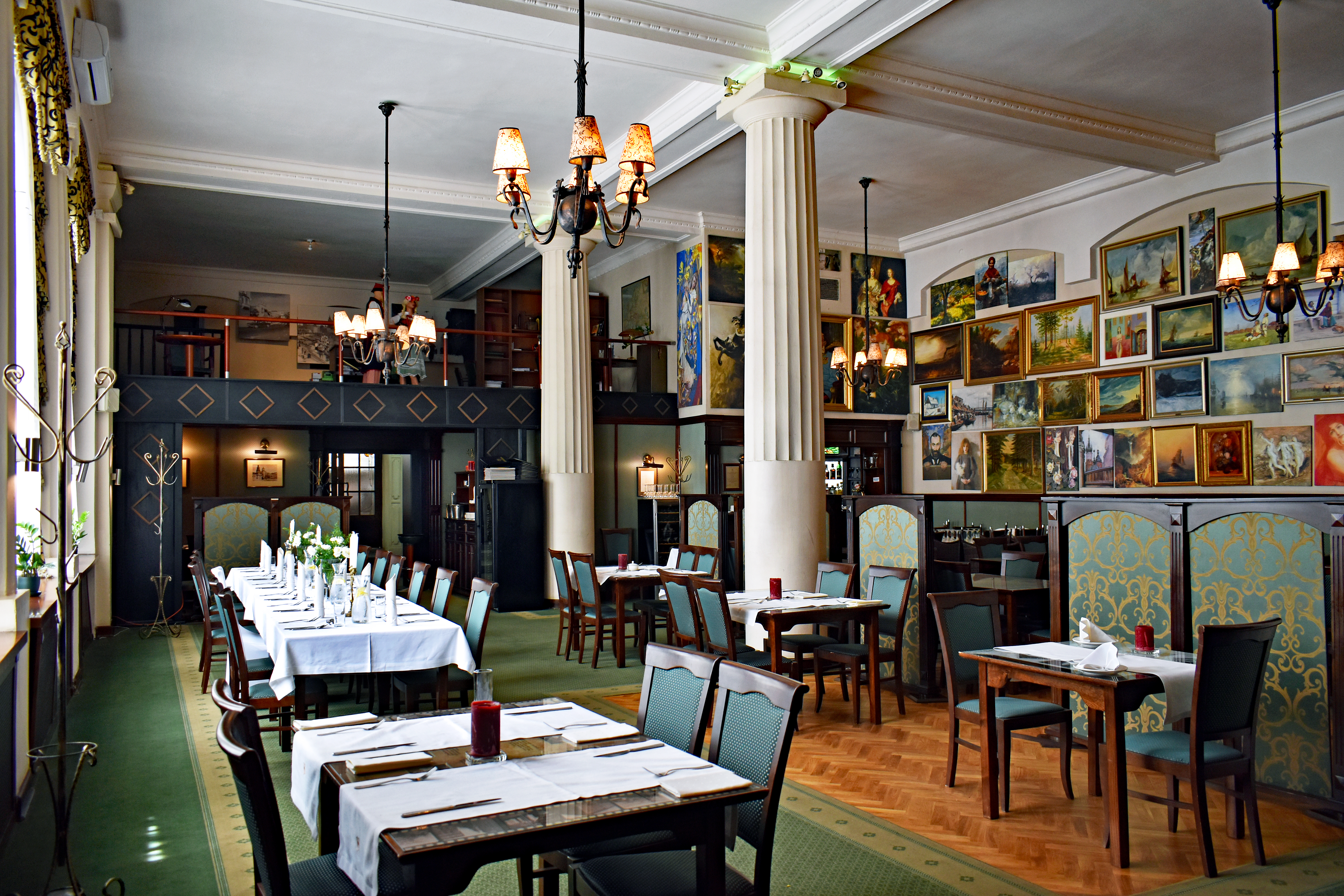
Основний зал на першому поверсі
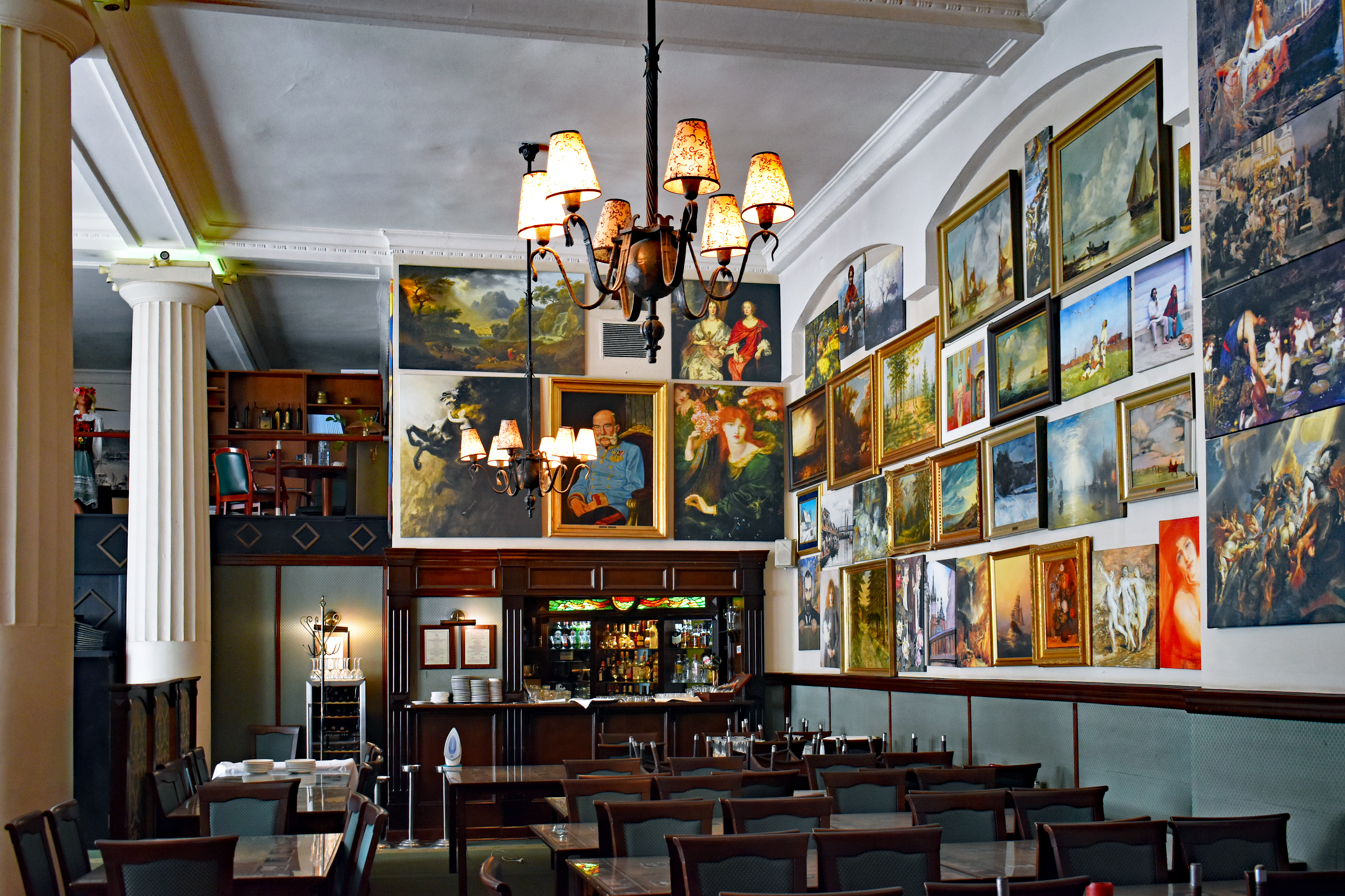
Головний зал прикрашений «старими» картинами

## Тетмаєровська кімната
На першому поверсі є кімната (ресторан) під назвою Тетмаєровська, з картинами Володимира Тетмаєра, що зображують сцени з легенди про пана Твардовського.
Ресторан, який працював до пізньої ночі, приваблював акторів і театралів. Він приймав артистів, журналістів, письменників.

Кімната Тетмайєра стала відомою в міжвоєнний період завдяки «Kukiełkami u Hawełki». Це були сатиричні вертепи з текстами, написаними Магдаленою Самованець та Марією Свінарською, а також Іреною Щепанською та Збігнєвом Гротовським.

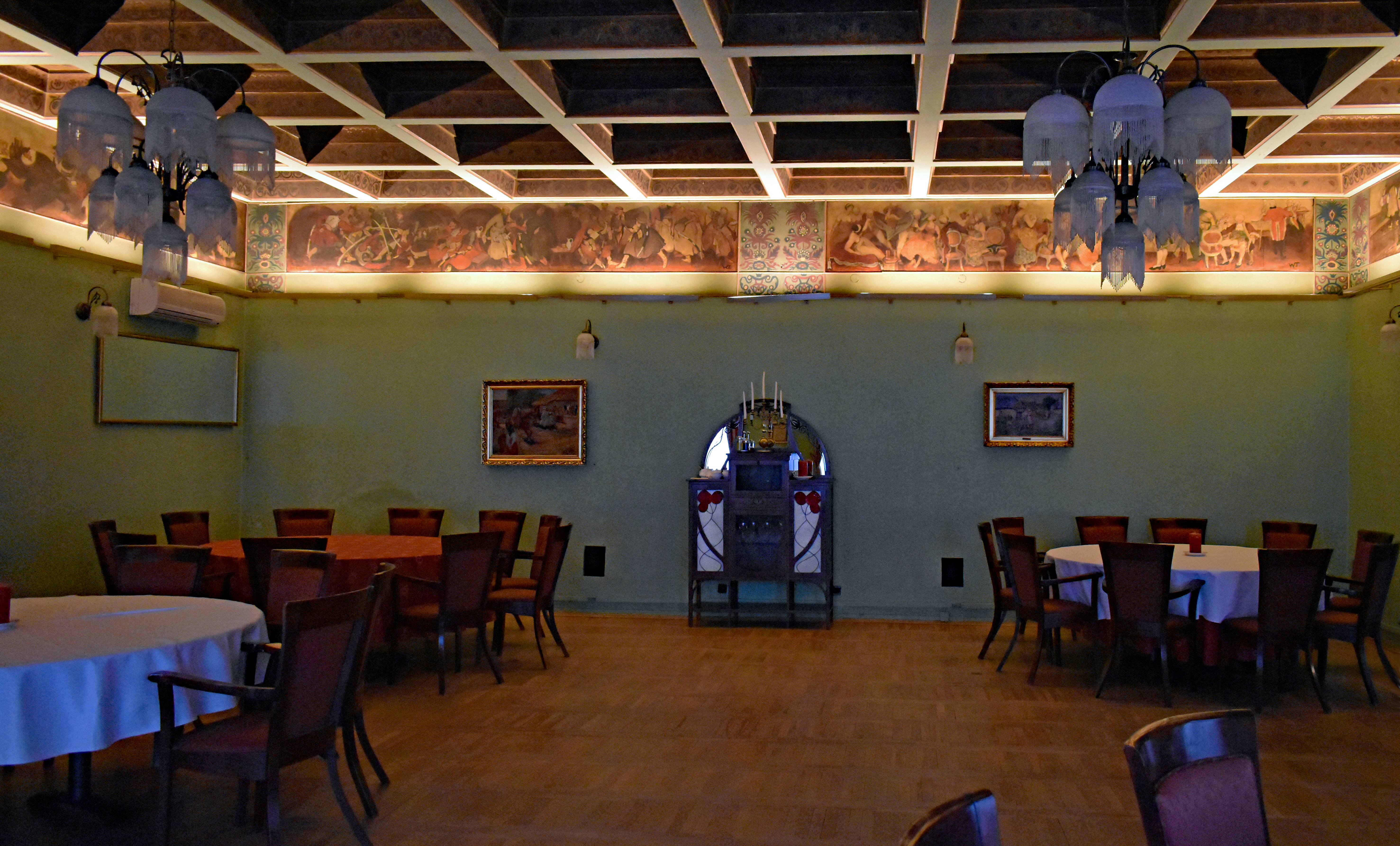
Кімната Тетмаєра з фризом із зображенням історії пана Твардовського
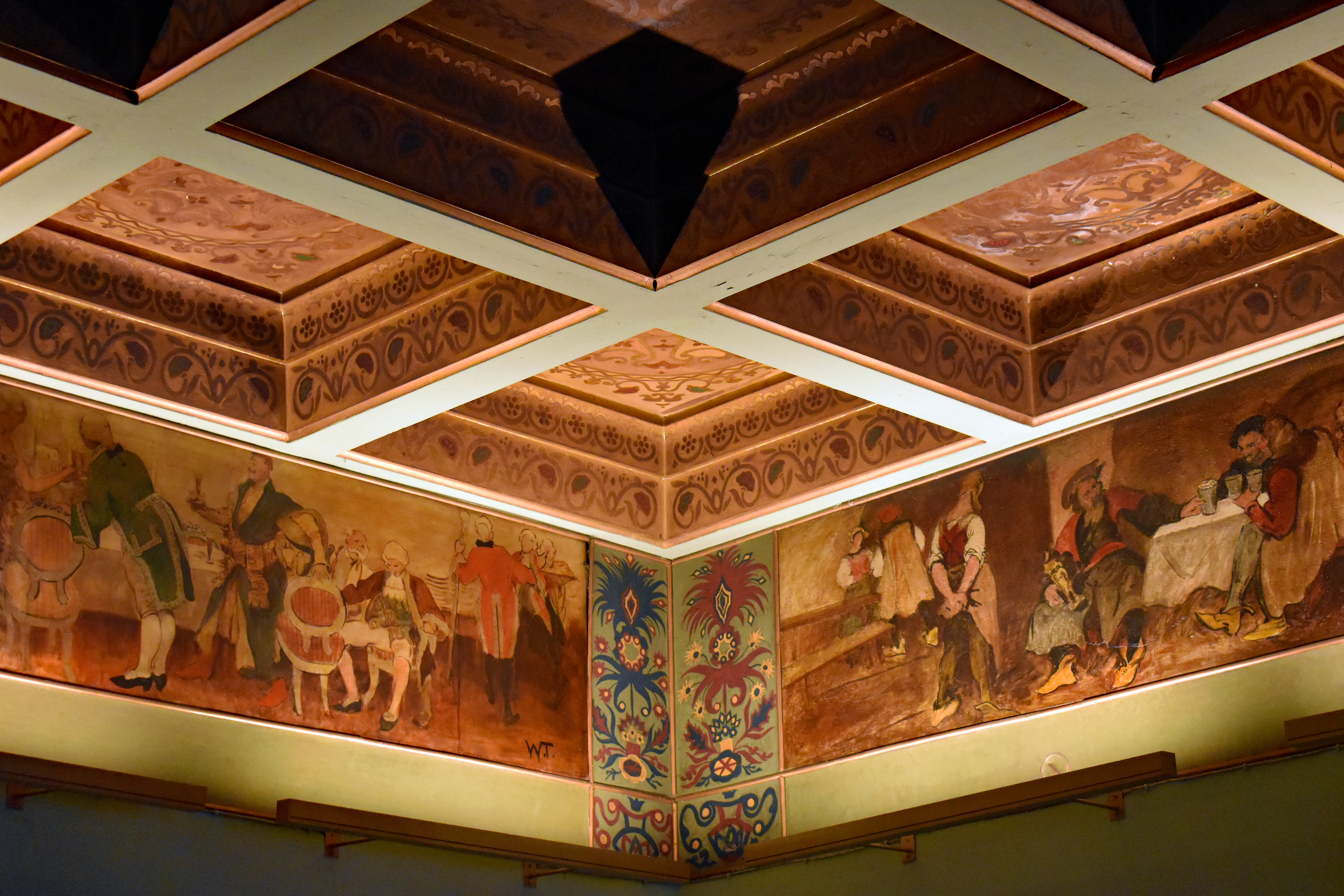
Фрагмент фриза з підписом Тетмаєра

## Зал
У вікнах вестибюля Спішського палацу, через які ви входите до ресторану, можна побачити вітражі із зображенням краківських звичаїв: шопка, колядники, лайконік, пан Твардовський, пара краків'ян, любителі пива. Їх виготовила фірма «JABI Pracownia Witraży Jacek Biało Skórski».

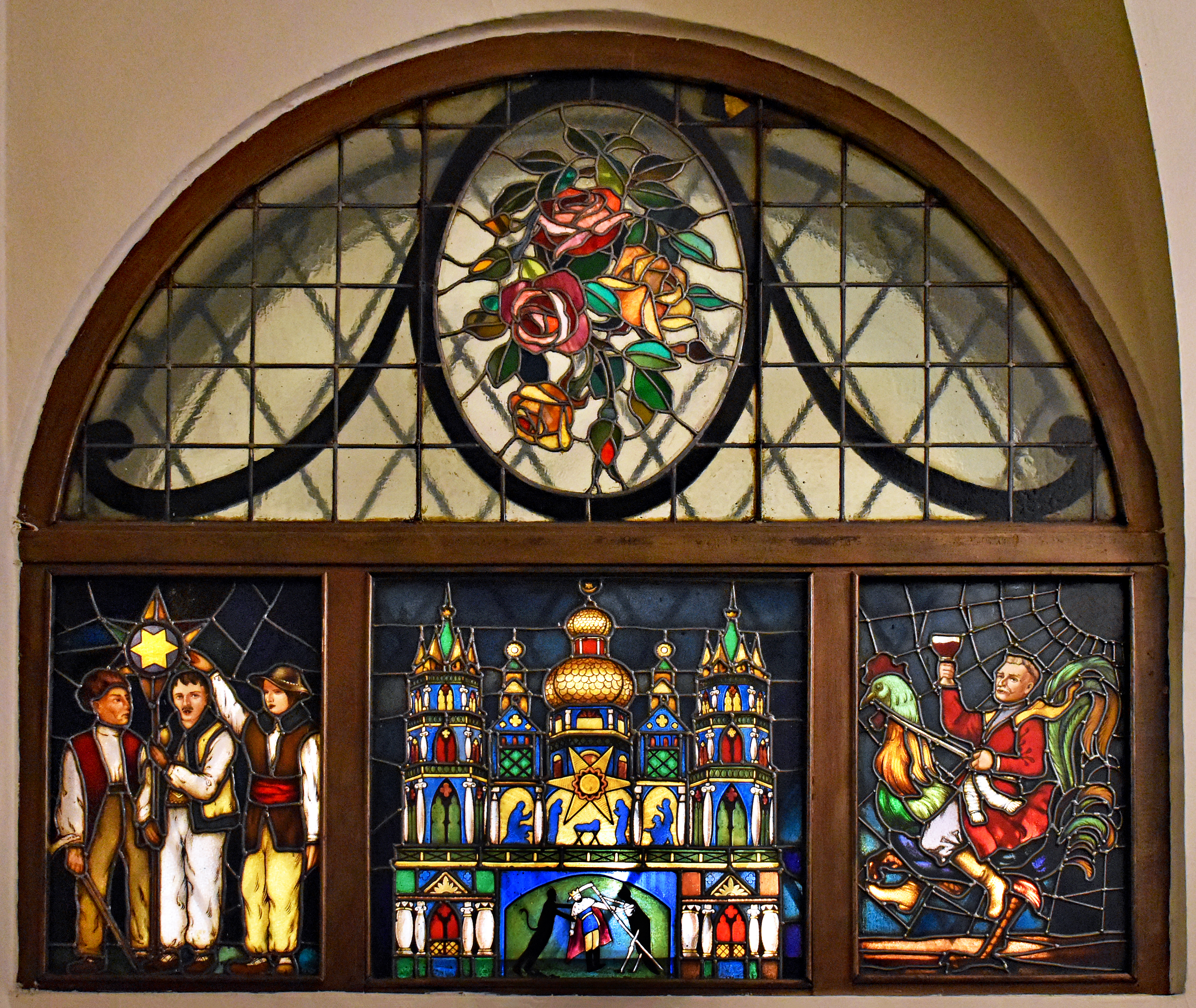
Колядники, вертеп, майстер Твардовський
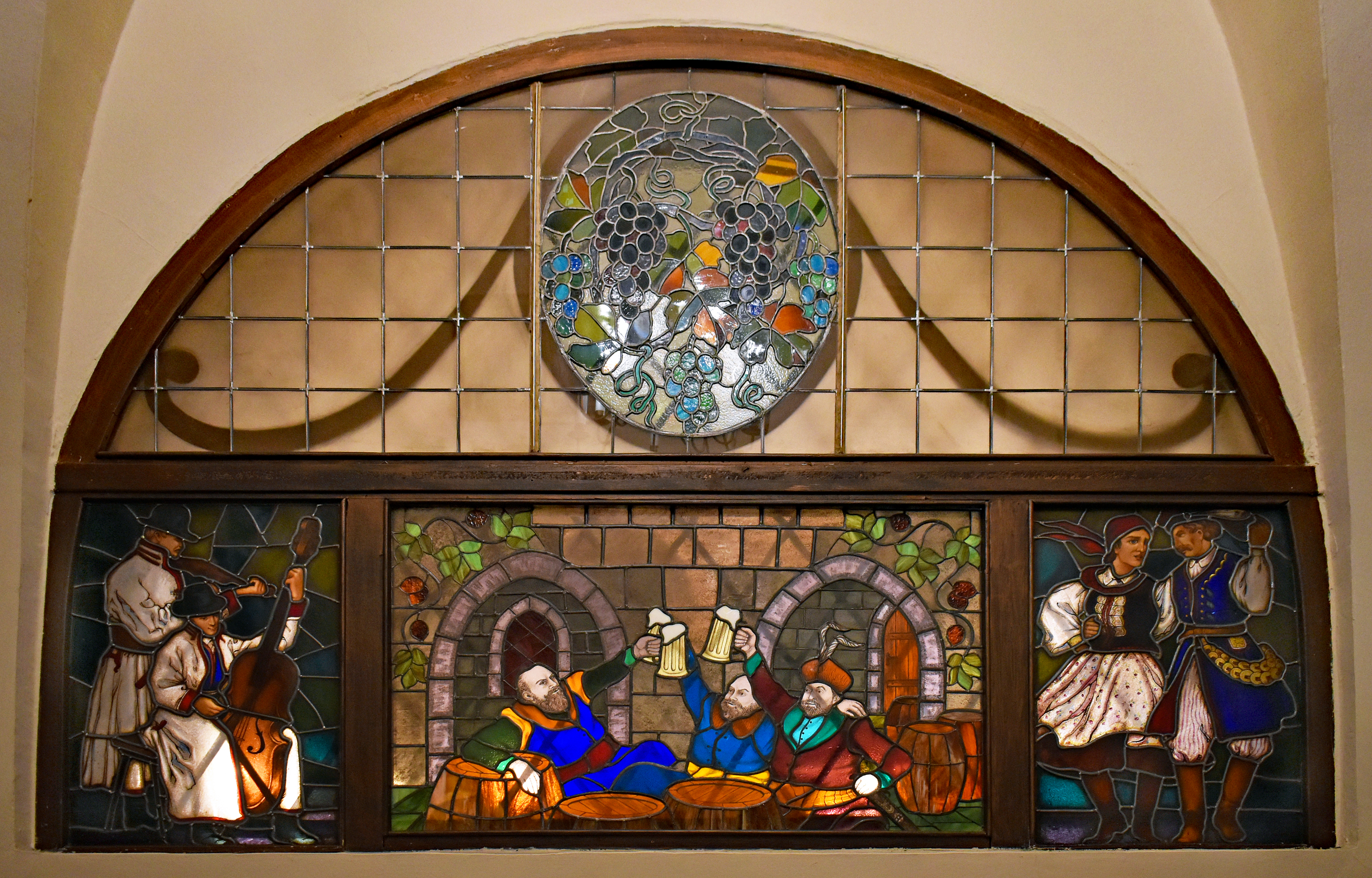
Гурт, пивники, краковчани
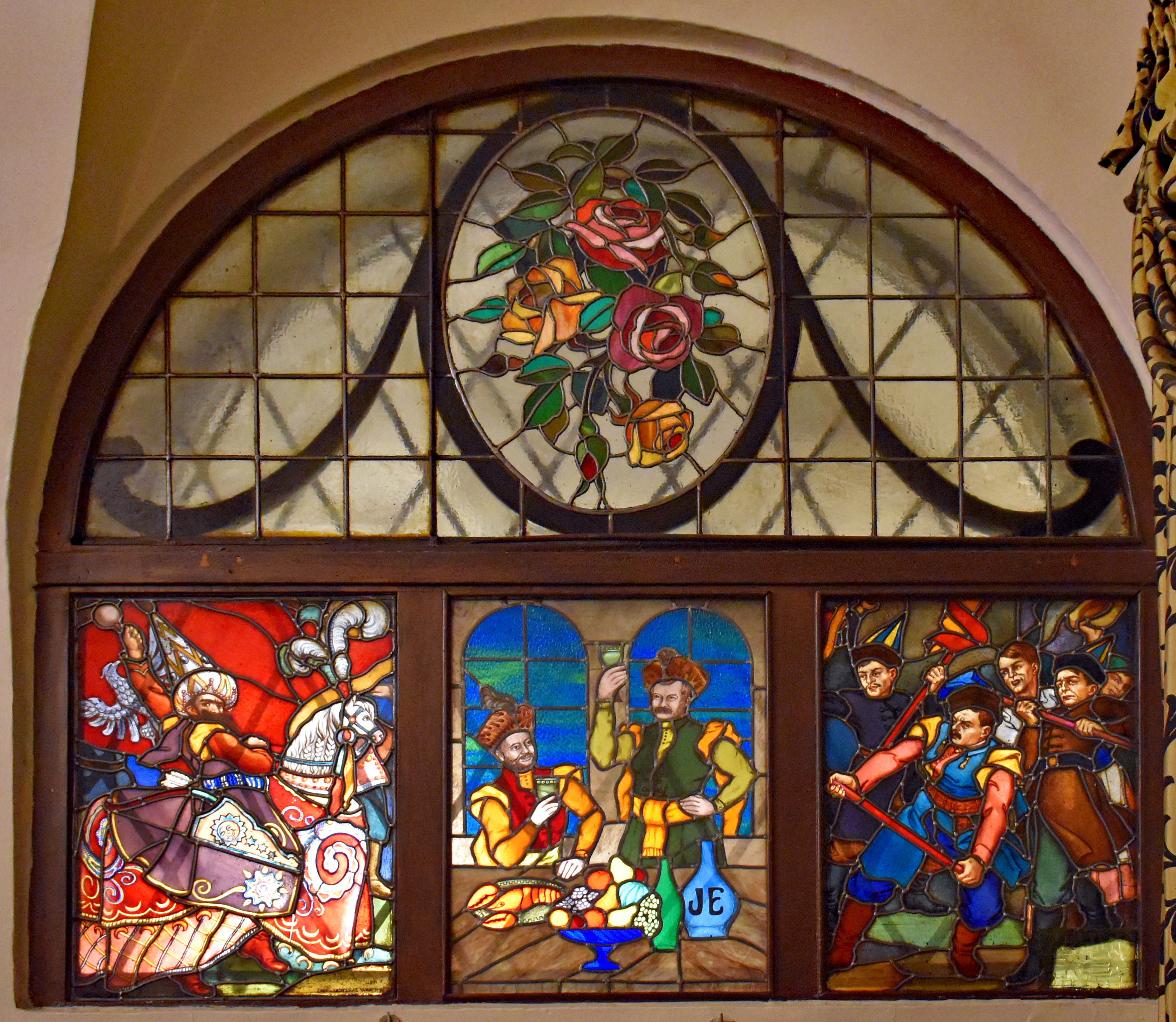
Лайконик, бенкетники, мандрівники

Однією з перших компаній у Кракові, де в січні 1900 року для зручності клієнтів був встановлений телефон, був ресторан «Хавелка».
Ян Штаудінгер, відвідувач місця, написав одну зі своїх епіграм про Гавелку.